# Aziz Sydykow
Aziz Sydykow (ros. Азиз Сыдыков; ur. 23 czerwca 1992) – kirgiski piłkarz grający na pozycji pomocnika. Od 2015 jest zawodnikiem klubu Dordoj Biszkek.

## Kariera piłkarska
Swoją karierę piłkarską Sydykow rozpoczął w klubie Ałga Biszkek w którym w 2010 roku zadebiutował w pierwszej lidze kirgiskiej. W latach 2011-2014 grał w Abdysz-Ata Kant. W 2011 roku zdobył z nim Puchar Kirgistanu, a w 2014 został wicemistrzem tego kraju.
W 2015 roku Sydykow przeszedł do Dordoju Biszkek. W sezonach 2015 i 2016 wywalczył z nim dwa wicemistrzostwa Kirgistanu, a w 2018 mistrzostwo. Zdobył też trzy krajowe puchary w latach 2016, 2017 i 2018.

## Kariera reprezentacyjna
W reprezentacji Kirgistanu Sydykow zadebiutował 21 marca 2011 w przegranym 0:1 meczu eliminacji do Pucharu Azji 2015 z Tadżykistanem. W 2019 roku powołano go do kadry na Puchar Azji.